# 税所篤満
税所篤満（さいしょ あつみつ、1911年2月28日 - 1966年6月22日）は、日本の華族、実業家。子爵、トヨタ自動車（元・トヨタ自動車販売）役員、監査役、トヨタ自動車工業（現・トヨタ自動車）総務部長、東京トヨペット株式会社常務取締役。薩南三傑の一人である税所篤の曾孫であり、税所家第4代当主。

## 人物・経歴
1911年（明治44年）、税所篤秀（貴族院議員）の長男として生まれる。曾祖父は西郷隆盛、大久保利通と共に薩南三傑と呼ばれた薩摩藩士の税所篤。
1936年（昭和11年）、立教大学経済学部経済学科を卒業。大学卒業後、トヨタ自動車工業（現・トヨタ自動車）に勤務し、総務部長を務める。
1958年（昭和33年）、トヨタ自動車販売（現・トヨタ自動車）役員に就任し、監査役を務めた。
1930年（昭和5年）には、父・篤秀の跡を継いで子爵を襲爵。

## 家族
- 妻・徳子（1914年 - 不詳） - 黒田慶太郎（上海紡織会長）の長女、東京女子大学卒
- 長女・愛子（1937年 - ） - 長野泰明の妻、慶応義塾大学経済学部卒
- 長男・篤一郎（1940年 - ） - 日本航空勤務、立教大学経済学部経営学科卒
- 二男・彰二郎（1944年 - ）
- 孫・税所玲子（1968年 - ） - 篤一郎の二女、NHK解説委員、元NHKロンドン支局長